# 塞尔达传说 (动画)
《塞尔达传说》是美國動畫影集，改編自日本電子遊戲系列薩爾達傳說的紅白機時期作品。故事講述林克和薩爾達公主和和反派加侬都斗争，保护海拉尔王国的冒险。动画由DIC娱乐制作，維亞康姆销售，北美任天堂协助制作。连续剧共13集，1989年9月8日至12月1日在北美播放。
IGN给DVD版3.0分的差评，认为动画编剧糟糕、情节重复、演出做作。林克13集中说过口头禅“Excuuuuuuse me, Princess!”29次，该语成为圈内玩家的常用笑话。